# 이상훈 (배우, 1971년)
이상훈(1971년 12월 22일 ~ )은 대한민국의 배우이다. 1997년에 SBS 7기 공채 탤런트로 정식 선발되었다.

## 학력
- 중앙대학교 신문방송대학원
- 중앙대학교 체육교육학 학사

## 출연 작품

### 드라마
- 《장미의 눈물》 (SBS, 1997년) - 상길 역
- 《도둑의 딸》 (SBS, 2000년) - 행구 역
- 《도시괴담 데자뷰 3》 (Super Action, 2008년) - 민우 역
- 《한국어학당》 (tvN, 2009년) -1화 메모리즈
- 《꽃할배 수사대》 (tvN, 2014년) - 오기환 의사 역
- 《가족끼리 왜 이래》 (KBS2, 2014년) - 부동산 전문 사기꾼 역
- 《육룡이 나르샤》 (SBS, 2015년) - 팔봉의 아버지 역
- 《사랑이 오네요》 (SBS, 2016년) - 밥스 역

### 영화
- 《싸울아비》 (2002년) - 고우도 역
- 《턴 잇 업》 (2002년) - 상훈 역
- 《내 여자친구를 소개합니다》 (2004년) - 민 형사 역

### 연극
- 《미스줄리》 (1997년) - 징 역
- 《맨버거 그속엔 누가 들어갔나》 (2004년) - 치치 역
- 《콜랙션》 (2005년) - 해럴드 역
- 《죽은 시인의 사회》 (2008년) - 키팅 역